# ووینووو (استان کرجالی)
ووینووو (به بلغاری: Voynovo) یک منطقهٔ مسکونی در بلغارستان است که در شهرستان چرنوچن واقع شده‌است.
 ووینووو ۲٫۱۳۳ کیلومتر مربع مساحت و ۱۳ نفر جمعیت دارد.